# Loggia dei Peruzzi

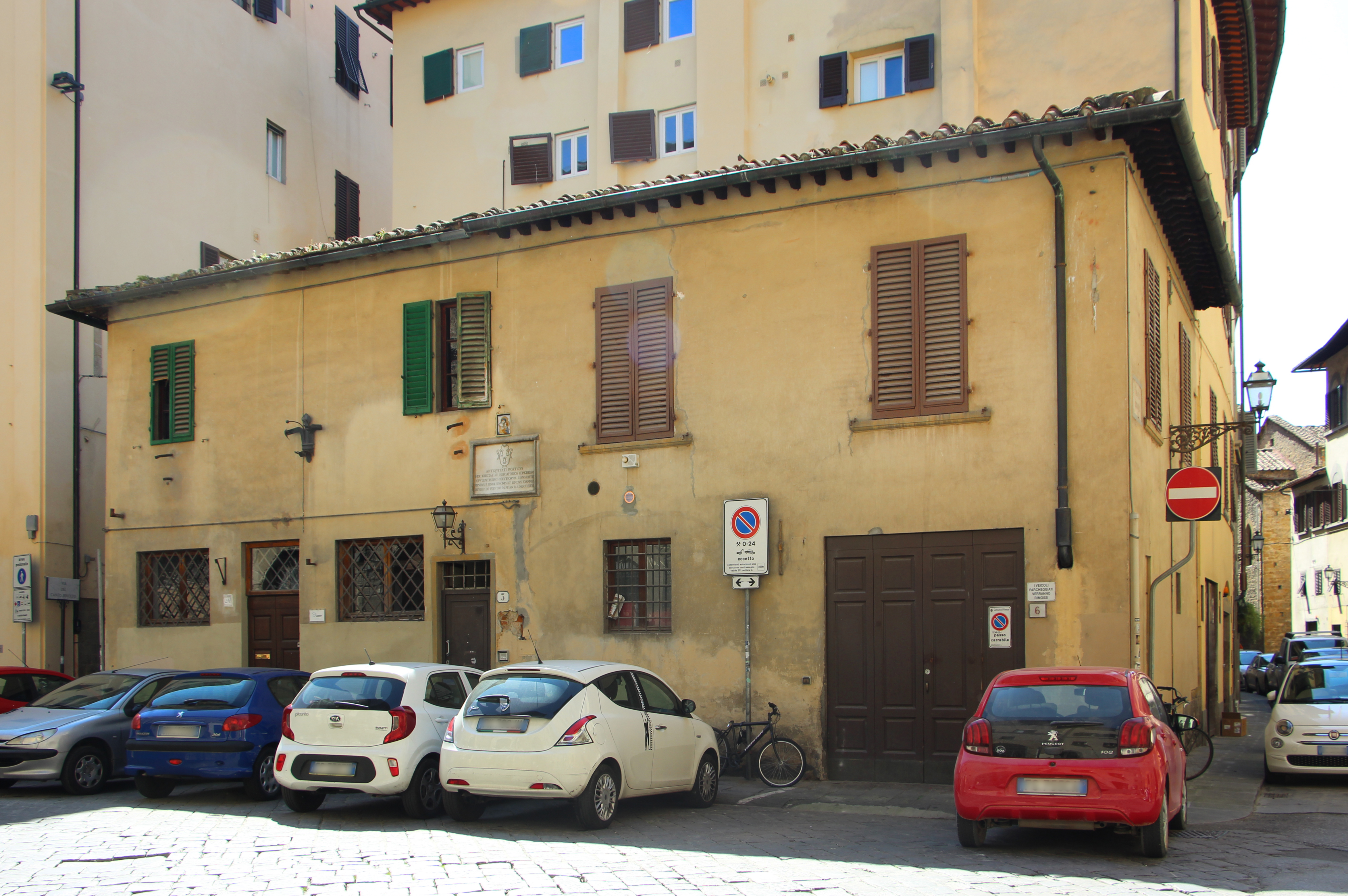
Loggia dei Peruzzi

La ex loggia dei Peruzzi è un edificio storico di Firenze, situato tra piazza Peruzzi 5-5a-6, via dei Rustici, col retro su via del Canto rivolto.

## Storia e descrizione
Qui era l'antica loggia della famiglia Peruzzi, con funzioni di rappresentanza, circondata e protetta dalle molte proprietà della consorteria. Sappiamo da Filippo Baldinucci che agli inizi del Seicento era utilizzata come laboratorio di scultura da Giovanni Simone Cioli.
Nel 1777 fu chiusa in modo da definire l'attuale edificio, peraltro modesto e originariamente mortificato dalla presenza di una pubblica latrina nella porzione di proprietà del Comune di Firenze (la restante acquisita dai Venerosi Pesciolini). Nel 1843 Federico Fantozzi vi segnala la presenza delle non meglio specificate botteghe Gatteschi e Lorenzini. A fine Ottocento era una latrina pubblica.
Colpita dall'alluvione del 1966 fu subito dopo interessata da un intervento promosso dal Comitato per l'estetica cittadina, che in prima istanza mise in luce ciò che rimaneva dei pilastri angolari (in particolare sul fianco di via de' Rustici), con i capitelli scalpellati, sui quali anticamente dovevano impostarsi le arcate a tutto sesto. Per il resto si rimase in attesa di un intervento complessivo di maggior impegno, teso a restituire alla loggia una funzione più consona alla sua storia, così come auspicato da progetto dell'architetto Piero Sanpaolesi presentato nel 1967.
Al centro dell'edificio è una lapide in latino, qui posta nel 1777 e recante l'arme dei Peruzzi (a sei pere), che ricorda l'antico portico (trascritta da Francesco Bigazzi). Al fianco della memoria è una Madonnina di Montelupo settecentesca.
| ANTIQVITATI PORTICVS HEIC ERECTAE AD MERCATORIOS CONGRESSVS OPVLENTISSIMI PERVTIORVM CONSORTII BINDUS F. BINDI SIMONIS ET BINDVS IOANNES BINDI F.DE PERVTIIS M. PP. AN. R. S. MDCCLXXVII |

Traduzione: "Alla memoria dell’antica loggia, qui eretta per gli incontri dei mercanti della ricchissima corporazione dei Peruzzi, Bindo figlio di Bindo di Simone e Bindo Giovanni figlio di Bindo dei Peruzzi posero questo monumento. Nell'anno della Redenzione 1777".
Sulla porta su via del Canto rivolto si può ancora leggere una parte della scritta "[BAGNI] PUBBLIC[I]".

## Bibliografia

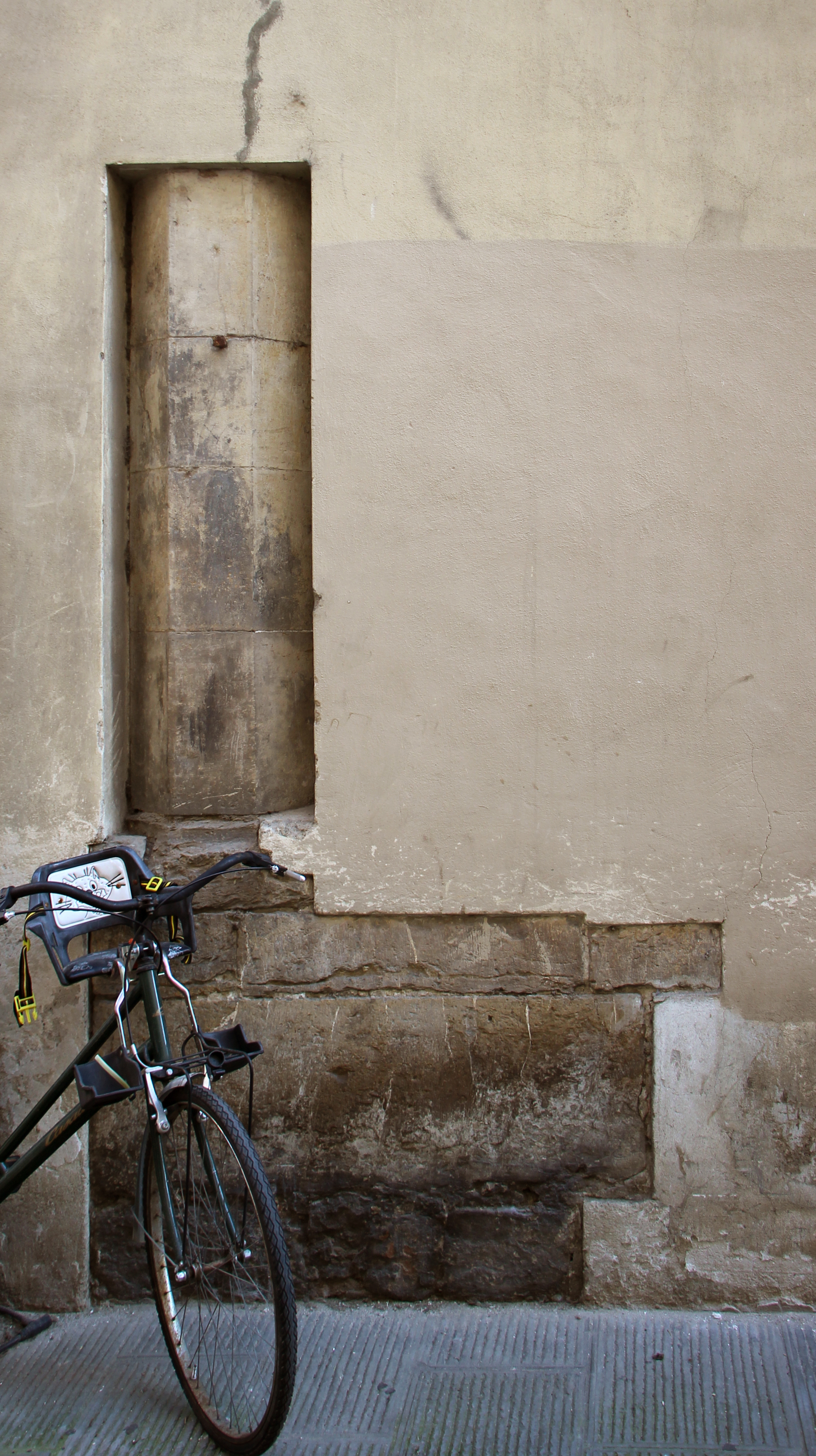
Resti della loggia su via de' Rustici